# Herb Barwic
Herb Barwic – jeden z symboli miasta Barwice i gminy Barwice w postaci herbu.

## Wygląd i symbolika
Herb przedstawia w srebrnej tarczy herbowej zielony dąb z żołędziami, zakorzeniony w zielonej murawie. Przed dębem czarny niedźwiedzia kroczący w heraldycznie lewą stronę, z podniesioną lewą przednią łapą.
Herb nawiązuje dawnej nazwy miasta Bärwalde oznaczającej niedźwiedzi las.

## Historia
Najstarsza znana pieczęć miejska, o średnicy 45 mm pochodzi z XIV w. Przedstawia ona niedźwiedzia kroczącego w prawo na tle dębu. W obwodzie widnieje napis SECRETV BURGENSIVM BERWOL. Na pieczęci z 1626 r. i późniejszych niedźwiedź zwrócony jest w lewo.